# Worotnaberd

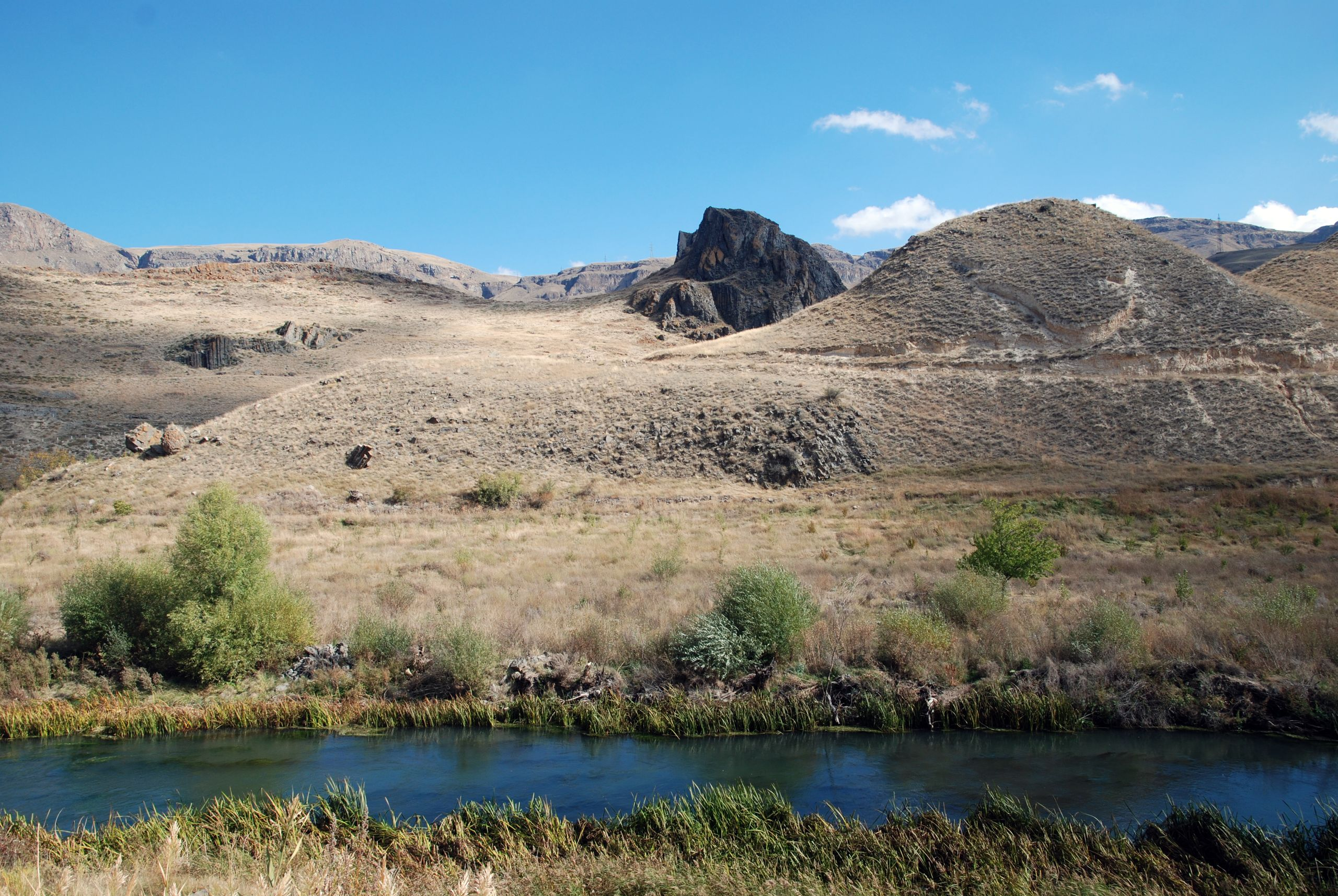
Schwarze Felskuppe des Festungshügels Worotnaberd vom Fluss Worotan aus südwestlicher Richtung.

Worotnaberd (armenisch Որոտանաբերդ, andere Umschrift Vorotnaberd) ist die Ruine einer Festung in der südarmenischen Provinz Sjunik, deren Ursprünge möglicherweise bis in vorchristliche Zeit zurückreichen. Die größte Bedeutung für die armenische Geschichte erlangte sie während der im 13. und 14. Jahrhundert unabhängig herrschenden Orbelian-Dynastie und als Stützpunkt des armenischen Militärführers Davit Bek, der 1724 die Festung im Kampf gegen die persischen Safawiden eroberte.

## Lage
Koordinaten: 39° 29′ 44,2″ N, 46° 7′ 19,9″ O
Worotnaberd liegt etwa 14 Kilometer südöstlich der Provinzhauptstadt Sissian am rechten Ufer des Flusses Worotan. Unterhalb des ehemaligen Klosters Vorotnavank passiert der Fluss eine Felsschlucht. Danach weitet sich das Tal, um an beiden Ufern Weideflächen mit Wiesen, die auch im Sommer grün sind, und auf kleinparzelligen Feldern etwas Gemüseanbau zu ermöglichen. Gut einen Kilometer unterhalb des Klosters überquert die Straße den Fluss und umgeht im Süden den Festungshügel. Sie führt weiter im Tal zum Stausee von Shamb und endet beim Dorf Ltsen. Auf der nördlichen Seite des stellenweise durch senkrechte Basaltsäulen markant hervortretenden Hügels liegt das Dorf Worotan mit etwa 300 Einwohnern. Die Häuser und Stallungen sind zwischen Bäumen und Gärten von der Flussebene bis zum Fuß der Hügelkette verstreut. Der Fluss macht hier eine weite Schlaufe ostwärts um den Festungshügel, den er vom Dorf trennt.
Der Hügel Worotnaberd inmitten der Flussebene erreicht mit seiner felsigen Spitze eine Höhe von 1461 Metern. Er und die durch Seitentäler gegliederten höheren Hügelketten an den Rändern des Worotantals werden von einer Steppenvegetation geprägt, bei der verschiedene Arten von Schwingel (Festuca) und Federgräsern (Stipa) vorherrschen.

## Geschichte

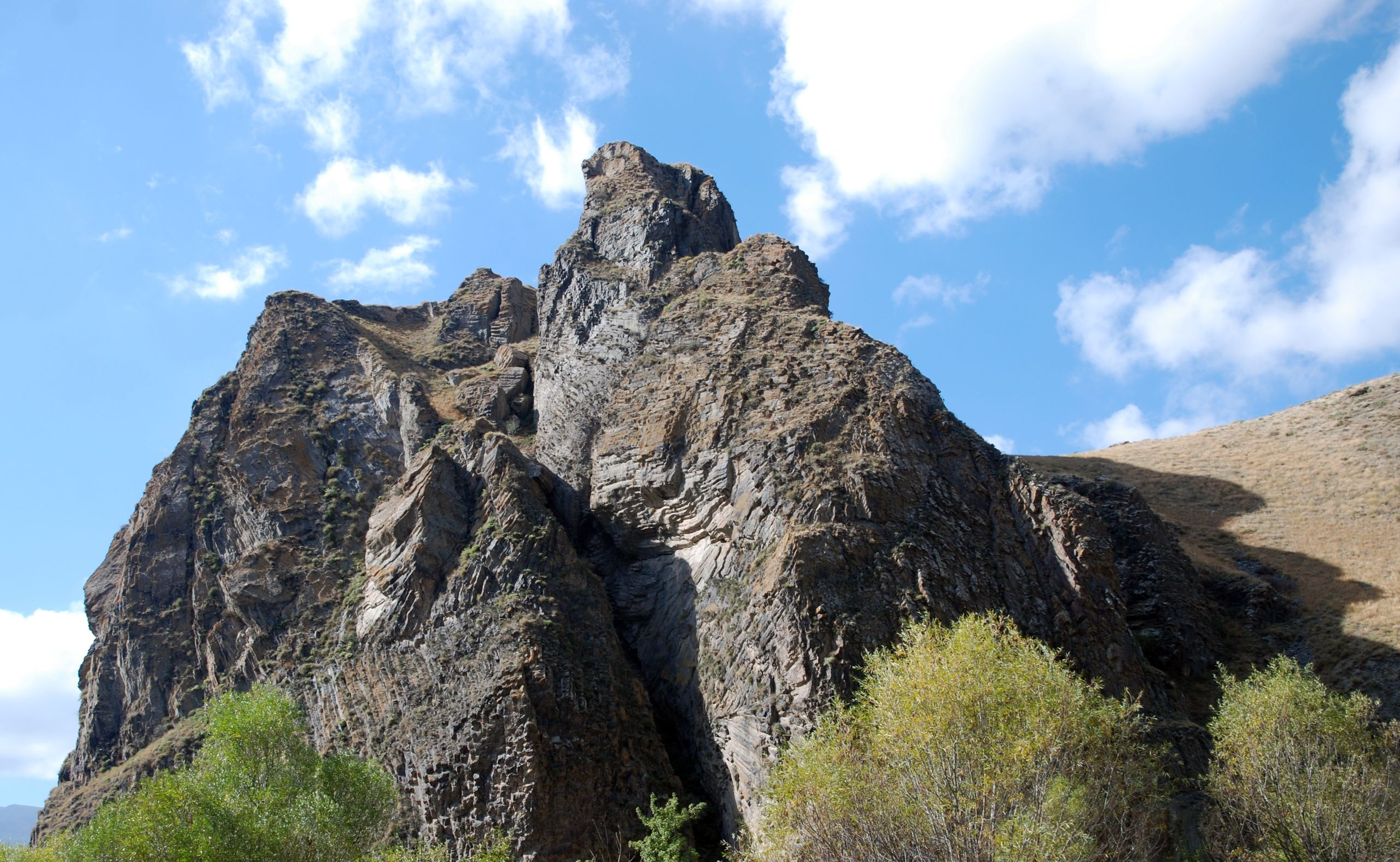
Basaltfelsen. Ostseite von unten

Vielleicht gab es bereits eine eisenzeitliche Festung auf dem Hügel, um im Worotantal Eindringlinge aus dem Norden abzuwehren. Wahrscheinlich existierte eine Festung seit der Dynastie der Artaxiden, die von 189 v. Chr. bis zu ihrer Zerschlagung gegen Ende des 1. Jahrhunderts v. Chr. durch die Römer regierten. Der armenische Historiker Yeghishe Vardapet (410–475) erwähnt in seiner „Geschichte von Vardan und des Armenischen Krieges [geschrieben] auf Wunsch des David Mamikonian“, dass der armenische Truppenführer Wardan Mamikonjan im Jahr 450 Worotnaberd zusammen mit anderen Festungen von den Sassaniden eingenommen habe. Wardan Mamikonjan und seiner Truppe diente die Festung als Ausgangspunkt für ihren Aufstand gegen den persischen König Yazdegerd II., der 451 in der Schlacht von Avarayr gipfelte, die wenige Kilometer südlich knapp jenseits der heutigen iranischen Grenze stattfand. Vartan, ein großer Teil der armenischen Adligen und viele Soldaten kamen bei der Schlacht ums Leben. Bis heute wird Vartan in Armenien als Märtyrer verehrt.
Von 1075 bis 1094 gehörte Worotnaberd zum Herrschaftsbereich des Fürsten Senekerim aus der Arranschahik-Familie. Er war der Nachfolger von Grigor III., dem letzten König von Sjunik, dessen Reich 987 von den Bagratiden abgespalten wurde und das auf ein Gebiet um die Hauptstadt Kapan begrenzt war. 1104 eroberten und verwüsteten die Seldschuken Worotnaberd und das Kloster Vorotnavank. Ivane Zakarian aus der georgisch-armenischen Zakariden-Dynastie  brachte 1219 die Festung wieder in christlichen Besitz und übertrug sie an Liparit Orbelian. Der Historiker und Bischof von Sjunik, Stepanos Orbelian (um 1250–1305), bezeichnete in seiner „Geschichte der Provinz Sjunik“ Worotnaberd als eine der bedeutendsten Festungen der Orbelian-Fürsten, deren Name sich von ihrer Festung Orbeti (Samschwilde in Niederkartlien) herleitet. Der von Liparit begründete armenische Zweig der Orbelian-Dynastie herrschte seit Mitte des 13. Jahrhunderts und im 14. Jahrhundert anfangs von der Hauptstadt Jeghegis unabhängig über die Region Sjunik, während die armenischen Gebiete weiter nördlich unter der Vorherrschaft der mongolischen Eroberer standen. Später machten sie das südlichere Worotnaberd zu ihrem Hauptort und ermöglichten eine kulturelle Blütezeit in der Region, indem sie zahlreiche Klöster wie Voratnavank, Noravank, Tatew und Gladzor (Tanahat) unterstützten.
Die größten Verwüstungen für Armenien brachten die Überfälle von Timur Lenk in den 1380er Jahren, dessen Heer auch Worotnaberd belagerte. In den nachfolgenden Unruhen spaltete sich die Orbelian-Familie in mehrere Gruppen. Der letzte Herrscher der Orbelian, Smbat, verlor 1407/10 Worotnaberd gegen den aus Anatolien angreifenden turkmenischen Stammesverband Qara Qoyunlu unter Qara Yusuf. Smbat setzte sich nach Georgien ab.

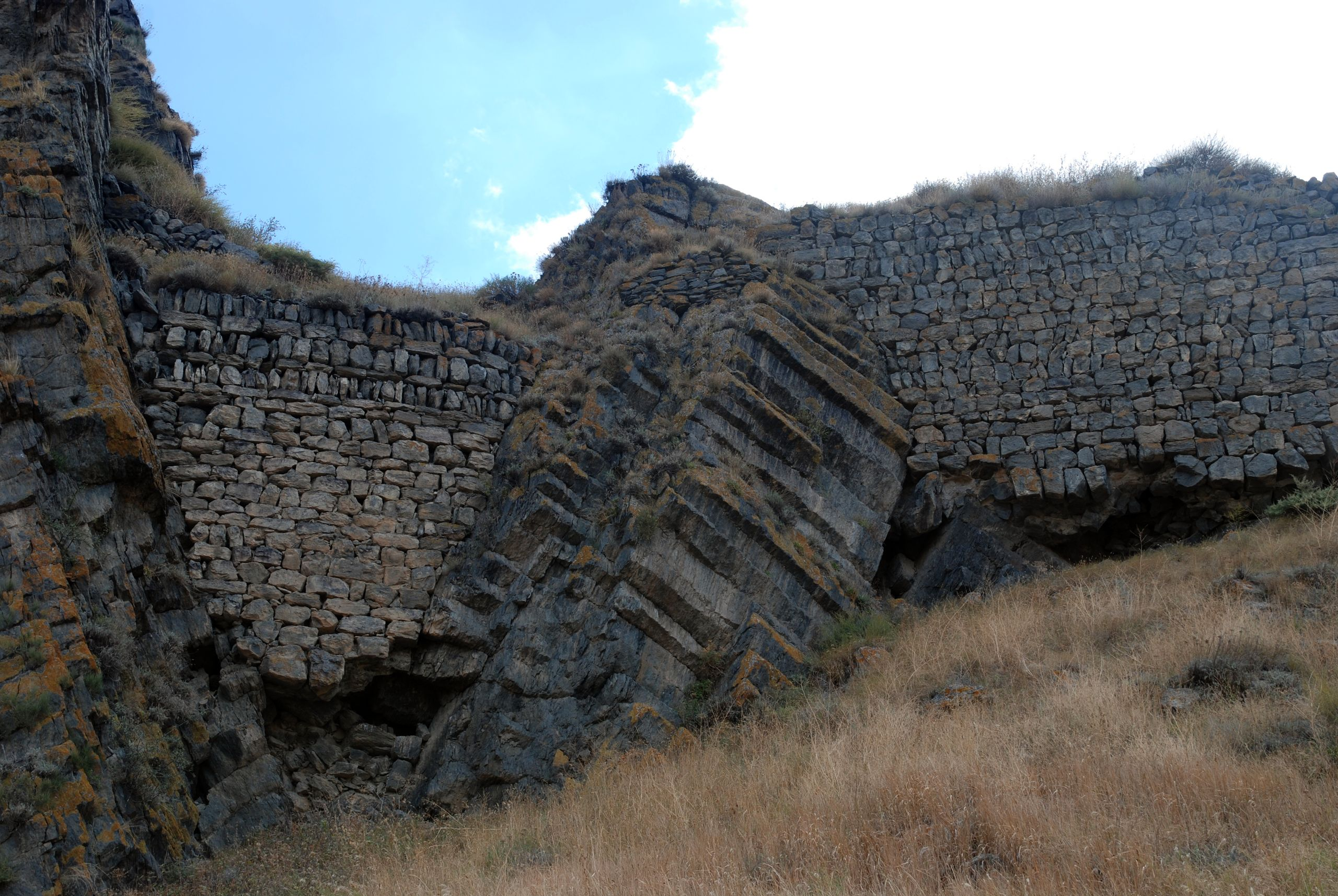
Festungsmauerrest an der Westflanke.

Im 16. Jahrhundert verloren die Turkmenen Worotnaberd an die persischen Safawiden. Unter deren Kontrolle übten Meliks genannte Kleinfürsten eine lokale Macht aus, bis 1724 der armenische Partisanenführer Davit Bek († 1728) Worotnaberd von Melik Baghu eroberte. Davit Bek leitete von seinem Fürstentum Kapan den Befreiungskampf gegen die Safawiden, die 1722 durch den Einmarsch russischer Truppen vertrieben wurden. Er kämpfte auch gegen die Osmanen und gilt den Armeniern als eine Galionsfigur im Befreiungskampf des 18. Jahrhunderts.
Ende des 18. Jahrhunderts wurde Worotnaberd bei einem Angriff durch die Truppen des persischen Schahs Agha Mohammed Khan schwer beschädigt. Anfang des 19. Jahrhunderts fiel die Festung wieder an die Armenier, die nun unter russischer Herrschaft standen. Die Ruinen wurden nicht wieder aufgebaut und später verlassen.

## Festung
Die Festung war an drei Seiten durch schroffe Felswände geschützt. Nur der steil ansteigende Grashang an der Westseite, wo der Eingang lag, musste durch eine Festungsmauer mit Rundtürmen gesichert werden. Für den Belagerungsfall war Worotnaberd über einen geheimen Tunnel mit dem Kloster Vorotnavank verbunden. Der innere Bereich der Festung befand sich auf dem etwas erhöhten südöstlichen Bereich des Gipfels.
Die Hügelspitze ist nur ohne Weg über die Westflanke zu erreichen. Dort blieben Teile der Festungsmauer aus grob behauenen Basaltquadern erhalten. Ansonsten sind praktisch keine Ruinenreste mehr erkennbar. Die niedrigen Mauern aus Lesesteinen auf den unebenen Grashängen weiter oben wurden in neuerer Zeit aufgeschichtet. 